# Wierzbówkowate
Wierzbówkowate (Cettiidae) – rodzina ptaków z rzędu wróblowych (Passeriformes).

## Występowanie
Rodzina obejmuje gatunki występujące w Eurazji, Afryce i Oceanii.

## Systematyka
Do rodziny należą następujące podrodziny:
- Erythrocercinae Fregin, Haase, Olsson & Alström, 2012 – oliweczki
- Scotocercinae Fregin, Haase, Olsson & Alström, 2012 – skotniczki – jedynym przedstawicielem jest Scotocerca inquieta (Cretzschmar, 1830) – skotniczka
- Cettinae Coues, 1903 – wierzbówki

Rodzina ta jest najbliżej spokrewniona z raniuszkami (Aegithalidae). Ptaki z rodziny wierzbówkowatych były wcześniej umieszczane w rodzinie pokrzewkowatych (Sylviidae), a rodzaj Erythrocercus (oliweczki) – wśród monarek (Monarchidae). W niektórych ujęciach systematycznych oliweczki i skotniczki podnoszone są do rangi rodziny (odpowiednio Erythrocercidae i Scotocercidae).